# M/S Gotlänningen
M/S Gotlänningen var en färja byggd 1962. Den trafikerade linjen Oskarshamn-Byxelkrok/Grankullavik - Klintehamn samt Oxelösund-Klintehamn fram till 1966. 1967 såldes hon till Italien och döptes om till M/S Elba Prima, och 2008 höggs fartyget upp.